# 唐津インターチェンジ (忠清南道)
唐津インターチェンジ（タンジンインターチェンジ）は大韓民国忠清南道唐津市にある西海岸高速道路のインターチェンジ。

## 歴史
- 2000年11月10日 - 開設[1]

## 隣
西海岸高速道路
(24) 唐津JCT - (25) 唐津IC - (26) 松嶽IC